# Kalifornia
Pour plus de détails, voir Fiche technique et Distribution.
Kalifornia est un film américain réalisé par Dominic Sena et sorti en 1993. Il s'agit de son premier long métrage comme réalisateur.

## Synopsis
Brian Kessler est un jeune diplômé en journalisme, dont l'article sur les tueurs en série lui a valu une offre pour un contrat de livre. Avec sa petite amie Carrie Laughlin, photographe d'avant-garde, il veut s'aventurer sur la route pour visiter de célèbres scènes de crimes et de s'installer ensuite en Californie. Ils veulent prendre la route à bord de la Lincoln Continental cabriolet de 1963 de Brian. Celle-ci consommant beaucoup d'essence, Brian a l'idée de partager les frais avec un autre couple. Ils font la connaissance d'Early Grayce et de sa petit-amie, la naïve Adele Corners. Ils quittent tous ensemble donc Louisville dans le Kentucky pour Los Angeles. 
Rapidement la véritable nature d'Early émerge et ce dernier met très mal à l'aise Carrie. Ce repris de justice, violent et brutal, va influencer la conscience de Brian, de plus en plus « fasciné » par Early. Carrie voit son mari sombrer dans une folie menée par Early. Elle tente de le raisonner, mais l'enfer est déjà sur eux.

## Fiche technique
- Titre original : Kalifornia
- Réalisation : Dominic Sena
- Scénario : Stephen Levy et Tim Metcalfe
- Musique : Carter Burwell
- Production : Steve Golin, Aristides McGarry, Sigurjon Sighvatsson
- Directeur de la photographie : Bojan Bazelli
- Sociétés de production : PolyGram Filmed Entertainment, Propaganda Films et Viacom Pictures
- Distribution : Gramercy Pictures (Etats-Unis)
- Budget : 9 millions de dollars[1]
- Genre : drame, thriller, road movie
- Durée : 117 minutes
- Dates de sortie :
  - États-Unis : 3 septembre 1993
  - France : 8 septembre 1993
- Avertissement : interdit en salles aux moins de 16 ans

## Distribution
- Brad Pitt (VF : Emmanuel Karsen) : Early Grayce
- David Duchovny (VF : Edgar Givry) : Brian Kessler
- John Zarchen : Peter
- David Rose : Eric
- Michelle Forbes (VF : Christine Delaroche) : Carrie Laughlin
- Juliette Lewis (VF : Laurence Crouzet) : Adele Corners
- J. Michael McDougal (VF : Michel Vigné) : John Diebold
- Patricia Sill : Carol
- Sierra Pecheur : Mme Musgrave
- John Dullaghan : M. Musgrave

## Accueil
Le film est un échec commercial, rapportant environ 2 395 000 $ au box-office en Amérique du Nord pour un budget de 9 000 000 $. En France, il a réalisé 26 954 entrées.
Il reçoit un accueil critique plutôt favorable, recueillant 67 % de critiques positives, avec une note moyenne de 6,2/10 et sur la base de 24 critiques collectées, sur le site agrégateur de critiques Rotten Tomatoes.

## Distinctions

### Récompenses
- Prix FIPRESCI et meilleure contribution artistique au Festival des films du monde de Montréal 1993
- Festival international du film de Thessalonique 1993 : meilleur scénario

### Nominations
- Saturn Award du meilleur film d'horreur, de la meilleure actrice (Michelle Forbes) et du meilleur scénario en 1994